# Abu Musab al-Zarqawi
Abu Musab al-Zarqawi (em árabe: أبو مصعب الزرقاوي, ’Abū Muṣ‘ab az-Zarqāwī, Abu Musab de Zarqa; Zarqa, 30 de outubro de 1966 – Hibhib, 7 de junho de 2006), nascido Ahmad Fadeel al-Nazal al-Khalayleh (أحمد فضيل النزال الخلايلة, ’Aḥmad Faḍīl an-Nazāl al-Ḫalāyla), foi um militante do fundamentalismo islâmico, guerrilheiro e auto-proclamado líder da al-Qaeda no Iraque. É considerado também o fundador grupo militante Tawhid wal-Jihad, que mais tarde tornar-se-ia o Estado Islâmico do Iraque e do Levante.

## Biografia

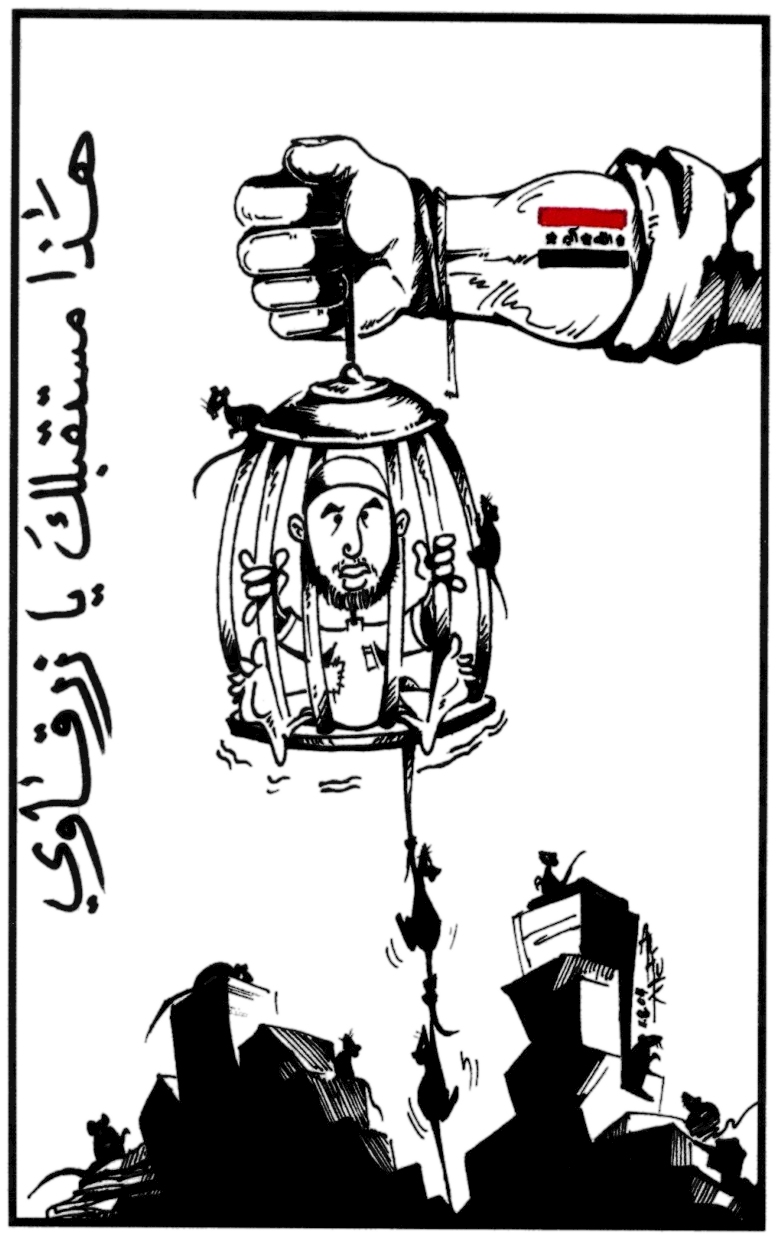
Panfleto de propaganda americana caricaturando Abu Musab al-Zarqawi preso numa ratoeira. A legenda diz: "Este é o teu futuro, Zarqawi".

Criador do Estado Islâmico no Iraque, Zarqawi, nasceu em outubro de 1966 na cidade de Zarqa, na Jordânia, a 30 quilômetros a leste de Amã. O seu verdadeiro nome era Ahmed Fadel al Jalaylah. Era o líder do braço da Al-Qaeda no Iraque e considerado pelo próprio Bin Laden como seu "emir" no país. Foi condenado à morte quatro vezes no seu país natal. Os Estados Unidos tinham oferecido 25 milhões de dólares pela sua captura, a mesma recompensa oferecida por Bin Laden. O próprio Bin Laden confirmou Zarqawi como chefe da Al-Qaeda no Iraque, numa gravação transmitida pela rede  Al Jazeera, em dezembro de 2004. Os EUA atribuem ao grupo de Zarqawi e à organização da Al-Qaeda na Mesopotâmia a maioria dos atentados contra as suas tropas no Iraque.[carece de fontes?]
Originalmente um pequeno delinquente, Zarqawi tornou-se politicamente radical depois de cumprir pena num presídio da Jordânia. Entre 1989 e 1992, lutou no Afeganistão (primeiro, contra a invasão soviética e, depois, na guerra civil afegã), contra o governo comunista do país, que fora abandonado pela União Soviética.Quatro anos depois, retornou a Zarqa, onde fundou uma célula que pretendia derrubar o governo jordano. Foi detido em 1994 e   voltou a ser preso na Jordânia, acusado de conspirar contra a monarquia do país. Porém foi libertado cinco anos mais tarde, em 1999, no contexto da anistia geral concedida após a morte do rei Hussein, tendo sido um dos 500 presos indultados pelo rei Abdullah II. Em seguida, voltou ao Afeganistão, onde contou com o apoio do regime taliban. Era considerado um especialista em substâncias tóxicas.
Ferido numa perna durante a guerra civil do Afeganistão, chegou ao Irão no fim de 2001 e depois seguiu para o Iraque. Durante muito tempo acreditava-se que ele tinha amputado uma perna, substituída por uma prótese. Mas nas últimas imagens ele caminhava normalmente. Mais tarde, Zarqawi esteve na Síria e no Líbano, onde supostamente reuniu-se, em agosto de 2002, com membros dos grupos Asbat al-Ansar e Hezbollah, aos quais também estaria ligado o movimento Al-Tawhid, que planeou atentados na Alemanha. Desde 2002 as autoridades alemãs investigam Zarqawi, a quem atribuem a responsabilidade operacional da Brigada al-Tawhid.
Após a Guerra do Iraque, Zarqawi transformou-se no cérebro mais sangrentos atos de resistência contra a coligação internacional. O mais letal deles aconteceu em fevereiro de 2005, na cidade de Hilla, com um saldo de 106 mortos.
Em junho de 2004, os EUA aumentaram de 10 de milhões de dólares para 25 milhões a recompensa pela sua captura.
Em 24 de outubro de 2004, Zarqawi mudou o nome de seu grupo, de Tawhid wal Jihad ("Monoteísmo e Guerra Santa") para Tanzim Al-Qaeda wal Jihad fi Balad al-Rafidain (Organização da Al-Qaeda e Guerra Santa na Mesopotâmia). Dois meses depois, a 27 de dezembro, o próprio Bin Laden afirmou numa gravação sonora que ele era o "emir" da rede terrorista no Iraque, a quem "os irmãos" deviam obedecer.
Zarqawi foi julgado e condenado à revelia em várias ocasiões na Jordânia, uma delas pelo atentado de novembro de 2004, em três hotéis de Amã, que resultou na morte de mais de 60 pessoas. Sua última condenação à morte data de fevereiro, quando foi considerado culpado de planear um ataque com armas químicas, previsto para abril de 2004, contra alvos americanos e jordanos.

## Os Vídeos da Al-Qaeda: Maio de 2004[5]
Em Maio de 2004, o grupo radical islâmico Jama'at al-Tawhid wal-Jihad (a Al-Qaeda no Iraque) divulgou um dos primeiros vídeos que continham cenas de execução envolvendo um estrangeiro. De forma confessa, Abu Musab al-Zarqawi era o homem que aparecia ao meio de outros 3 ou 5 encapuzados, ele normalmente era quem lia as mensagens de protesto contra os Estados Unidos em motivação do escândalo de tortura de prisioneiros na prisão de Abu Ghraib. Estava Zarqawi sempre com uma faca na mão, ao fim dos discursos, entregava o papel para um dos membros e decapitava o refém sequestrado, normalmente sobre uma bandeira dos Estados Unidos, os vídeos foram postados em fóruns Jihadistas da Al-Qaeda na internet em períodos compreendidos entre Maio a Novembro de 2004. O primeiro vídeo contendo tal ato, foi lançado em 11 de Maio de 2004, nele o empresário/freelancer americano Nicholas Evan Berg aparece com as mãos amarradas sentado aos pés de 5 homens vestidos de preto e encapuzados, o que está ao meio termina o discurso contra a prisão de Abu Ghraib e decapita Nick com uma faca. No vídeo de baixa resolução, é possível ouvir os gritos do empresário americano que agonizou, a CIA confirmou mais tarde que foi o militante Abu Musab al-Zarqawi o executor da ação, o vídeo foi postado alegadamente de Londres para uma página inicial hospedada na Malásia pela organização islâmica Muntada al-Ansar.
Outras pessoas foram decapitadas por Zarqawi no período Maio/Novembro de 2004, entre essas: os engenheiros americanos Eugene Armstrong, Jack Hensley, o inglês engenheiro civil Kenneth Bigley, o sul-coreano Kim Sun-il que era um missionário evangélico, e o turista japonês Shosei Koda. Os vídeos foram registrados em locais diferentes, em alguns: luz do sol pelas janelas e outros lugares sem entrada de luz solar.

## Morte
Abu Musab al-Zarqawi, líder da Al-Qaeda no Iraque, morreu numa operação conjunta dos serviços secretos Americanos, das Forças Especiais dos Estados Unidos e dos serviços secretos jordanos, a 7 de junho de 2006.
Dez combatentes morreram na operação, executada com cobertura aérea. Zarqawi faleceu por causa dos ferimentos recebidos, dez minutos depois da operação. Naquele momento, ele presidia a uma reunião de seu  grupo. Logo após sua morte, as fotos mais recentes, em poder das autoridades americanas e jordanas, foram comparadas com as do corpo, o que confirmou a identidade de Zarqawi.

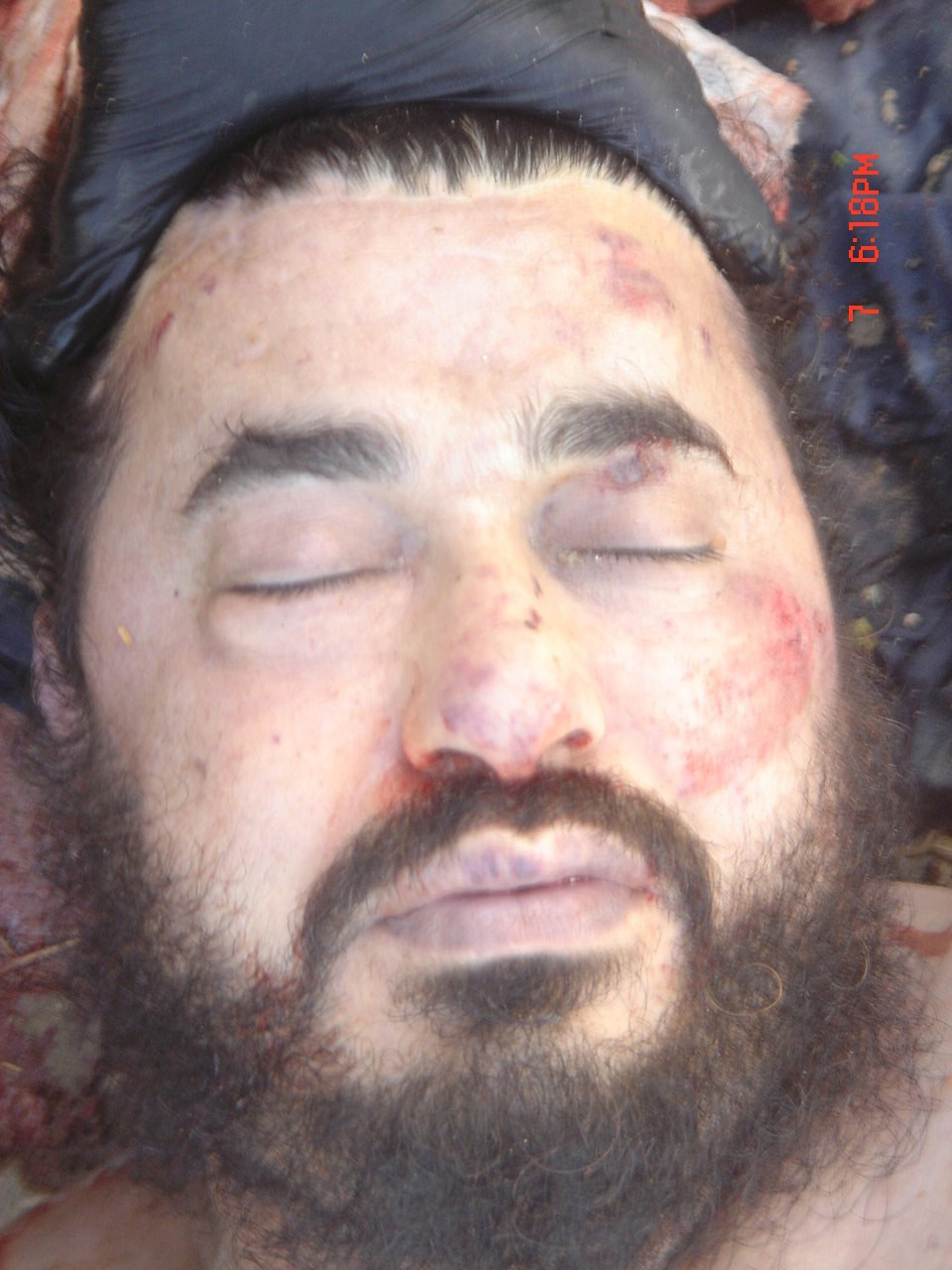
Corpo de al-Zarqawi

Entretanto, já em 2005, o Sheikh Jawad al-Kalesi, imame da mesquita al-Kadhimiyah, em Bagdá, dissera ao jornal francês Le Monde que al-Zarqawi teria morrido muito antes, ainda no início da invasão do Iraque pelos Estados Unidos,  quando participava de uma reunião com membros da Ansar al-Islam, grupo filiado a al-Qaida, no Curdistão iraquiano. "Eu não creio que Abu Musab al-Zarqawi ainda exista. Ele é simplesmente uma invenção dos ocupantes para dividir o povo," declarou Al-Kalesi.

## Sucessão
Zarqawi foi sucedido por  Abu Ayyub al-Masri  e Abu Omar al-Baghdadi, e a AQI mudou de nome para Estado Islâmico do Iraque (EII). Em 2007, os EUA enviaram mais de 20 mil novos militares para o Iraque, na operação que ficou conhecida como surge (onda, em inglês) e, em 2010, forças americanas e iraquianas mataram Masri e Bagdadi durante uma ação conjunta, desarticulando o grupo.
Após a retirada das tropas dos EUA do país, entre junho de 2009 e dezembro de 2011, os jihadistas se reagruparam sob a liderança de Abu Bakr al-Baghdadi, que teria sido um companheiro de Zarqawi no Afeganistão. Al-Baghdadi  renomeou o grupo militante sunita como "Estado Islâmico do Iraque e do Levante" (EIIL). Em 2011, quando a Síria mergulhou na guerra civil, o EIIL atravessou a fronteira para participar da luta contra o presidente Bashar al Assad e tentou se fundir com a Frente al-Nusrah, outro grupo da Síria associado à Al-Qaeda. No entanto, Ayman al Zawahiri, líder da central Al-Qaeda no Paquistão desde a morte de Osama bin Laden  (2011), opôs-se à manobra e rompeu com o EIIL.